# Bóg się rodzi

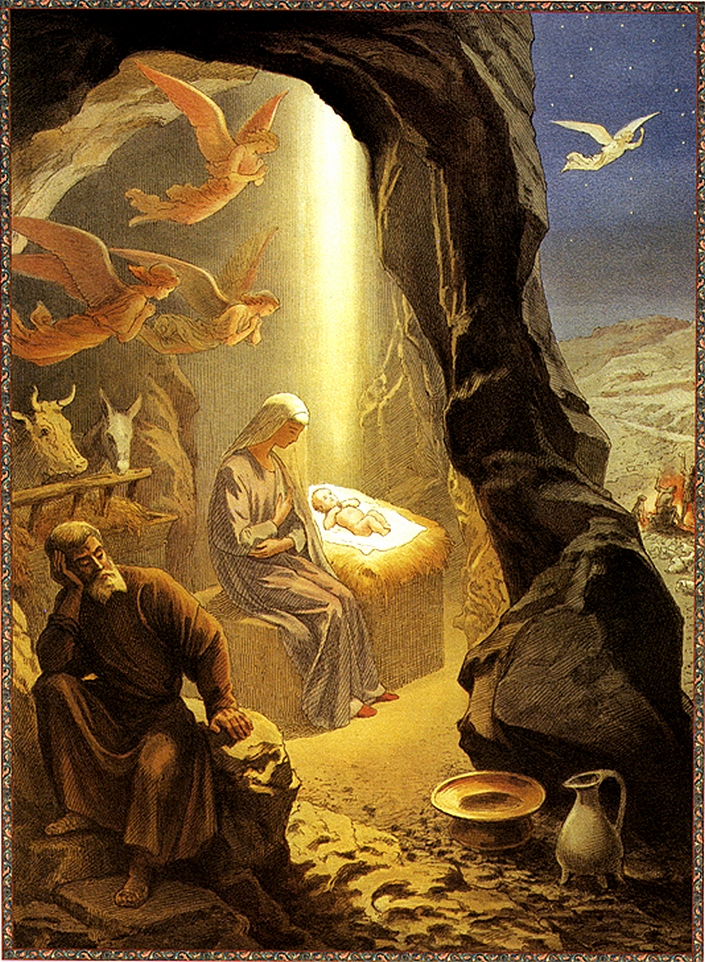
Natale, Grigory Gagarin

 Bóg się rodzi  (Nasсe Dio) è un tradizionale canto natalizio polacco, il cui testo è stato scritto nel 1792 da Franciszek Karpiński e pubblicato per la prima volta nell'opera Pieśni nabożne ("Canzoni religiose"). La melodia risale probabilmente al XVI secolo, all'epoca del re Stefano Báthory.
In Polonia il brano è considerato una sorta di inno nazionale,, ed è stato cantato da numerosi cantanti polacchi, tra cui Anna Maria Jopek, Violetta Villas, Michal Bajor, Ryszard Rynkowski, Krzysztof Krawczyk ed Eleni Tzoka.
Su questo canto, Papa Giovanni Paolo II basò il suo tradizionale discorso di auguri natalizi il 23 dicembre 1996 nell'Aula Paolo VI. Il pontefice citò le parole dell'inno, commentando: "il poeta ha presentato il mistero dell'incarnazione del Figlio di Dio, adoperando i contrasti per esprimere ciò che è essenziale al mistero: il Dio infinito, assumendo la natura umana ha assunto contemporaneamente i limiti, la finitezza propria della creatura".

## Nel campo di sterminio
Fu cantato dai prigionieri polacchi nel Campo di concentramento di Auschwitz; una testimonianza del prigioniero Jozef Jedrych, conservata nel Museo di Auschwitz, descrive come "iniziarono a cantare canti tedeschi, poi come onde del mare arrivarono le parole [di un canto polacco]: Dio è nato, le potenze tremano".